# FC Roskilde
FC Roskilde (eller FCR) er en dansk fodboldklub hjemmehørende i den østsjællandske by Roskilde. Klubben blev grundlagt den 1. juli 2004. FC Roskildes hold afvikler alle deres hjemmebanekampe på opvisningsbanen i Roskilde Idrætspark (kaldet Ørnereden) og det omfatter et 1. seniorhold og med virkning fra den 1. januar 2005 ligeledes et 1. ynglingehold og et 1. juniorhold. Seniorholdet spillede i 2013/14-sæsonen i landets tredjebedste række, 2. division under Dansk Boldspil-Union (DBU) og opnåede 1.pladsen, hvorefter holdet i sæsonen 2014/15 spillede i 1. division. Efter en svag start lå holdet sidst ved efterårssæsonens afslutning, men en god start på forårssæsonen betød, at det reddede livet i 1. division. Herefter fulgte en række sæsoner, hvor klubben var blandt bundholdene, men undgik nedrykning, bortset fra sæsonen 2016-17, hvor den var med i oprykningskapløbet indtil sidste spilledag og sluttede på fjerdepladsen, hvilket er klubbens hidtil bedste resultat i Danmarksturneringen. I marts 2019 var klubben konkurstruet, men et ejerskifte reddede klubben kort før den deadline, som var udsat to gange.

## Klubbens historie

### 2004-2009
FC Roskilde stiftedes som en elite-overbygning mellem de sjællandske moderklubber Roskilde Boldklub af 1906 (stiftet den 6. august 1906), Svogerslev Boldklub (stiftet ?) og fodboldafdelingen i Himmelev-Veddelev Boldklub (stiftet den 25. oktober 1925). Overbygningen blev etableret på moderklubbernes ekstraordinære generalforsamlinger i løbet af en uges tid i foråret 2004 (RB 06: den 20. januar, SB: den 21. januar og HVB: den 26. januar)  og trådte i kraft med virkning fra den 1. juli 2004. Visionen for FC Roskilde A/S (hvor klubberne ejer hver en tredjedel af den fælles aktie-kapital) er at stabilere sig i 1. division, centrere Roskildes elitefodbold og blive Roskildes sportsidentitet. Den daværende tredjestørste klub i byen, KFUM's Boldklub Roskilde, var oprindeligt planlagt at indgå i overbygningen, men valgte i sidste ende at stå uden for samarbejdet.
Af de i overbygningen deltagende klubber var RB 1906 den bedst-placerede klub, der, da fusionen fandt sted var den placeret i Danmarksserien, Pulje 2. Sæsonen 2003/04 resulterede i en 3. plads efter Esbjerg fB (II) og Brøndby IF (II), som på det tidspunkt ikke kunne rykke op i den daværende turneringsstruktur for 2. division, og derfor kunne sammenslutningen starte sin eksistens som divisionsklub. Svogerslev Boldklubs bedste hold befandt sig ved stiftelsen i Sjællandsserien, mens Himmelev-Veddelev Boldklub befandt sig i Serie 3 under Sjællands Boldspil-Union. FC Roskilde, hvis hold byggede på en stamme af RB 1906 spillere (inklusiv cheftræneren), spillede sin første turneringskamp den 28. juli 2004 mod Albertslund IF i DBU's Landspokalturnering, hvor det blev til en 2-1 sejr. Dion Knudsen blev klubbens første målscorer i ligeledes FCR's første sejr (1-0) i divisionerne den 7. august 2004 på udebane mod Næsby Boldklub.
RB 1906 havde tidligere spillet i 1. division, (senest det skete var i 1997/98-sæsonen), men aldrig i landets bedste række. FC Roskilde overtog i 2004/05-sæsonen således RB 1906 førsteholds plads i Danmarksturneringen i fodbold og har siden spillet på dennes licens. Moderklubbernes respektive førstehold (med amatørstatus) fungerer nu som FC Roskildes tre andethold og dermed som direkte føde-klubber til den fælles overbygningsaftale, som talenterne videresendes til.
Den officielle websted bag adressen gik i luften i slutningen af september 2004.
FC Roskilde A/S blev startet uden egenkapital og havde en række startproblemer, hvilket ved årsskiftet 2004/05 skabte problemer for klubben. FC Roskilde andet leveår (2005/06-sæsonen) måtte afvikles uden nye spillerkontrakter, da egenkapitalen ved årsskiftet 2004/05 (efter et halvt års regnskab) ifølge DBU's regelsæt var for lav i forhold til de tegnede kontrakter. DBU's turneringsudvalg gav ikke klubben dispensation fra reglen, og man var derfor fanget af unionens regler om at egenkapitalen skal matche udgifterne til kontraktspillere. I sæsonen blev spillerne, som blev regnet for arbejdsløse, aflønnet efter DBU's bonusregler i stedet for at være på en egentlig kontrakt.
Roskilde Kommune gav i maj 2004 FC Roskilde og RB 1906 dispensation til opsætning af reklameskilte ved afvikling af fodboldkampe, hvor det tidligere havde været forbudt at opsætte reklameskilte på kommunens bygninger. FC Roskilde spillede den 29. april 2007 overfor 1.505 tilskuere i Roskilde Idrætspark i en kamp mod Hvidovre IF i 2. division Øst, hvilket er FC Roskildes stående tilskuerrekord på hjemmebane (opdateret pr. 1. maj 2007).
Den 19. april 2007 indgik FC Roskilde en samarbejdsaftale med Superliga-klubben FC Midtjylland primært med henblik på talentudvikling af moderklubbernes godt 1.500 ungdomsspillere med mulighed for optagelse på FC Midtjyllands fodboldakademi og sekundært udveksling af ledelsesmæssig know-how, viden og erfaringer fra FC Midtjylland.
I forbindelse med en hjemmebanekamp mod Lolland-Falster Alliancen i den 9. juni 2007 løb en FC Roskilde-tilhænger på banen og overfaldt udebaneholdets målmand, Christian Emil Petersen, ved at sprøjte tåregasspray i hans øjne. En anden tilskuer løb ligeledes på banen. Dommer Claus Høgh-Jensen valgte derfor at afbryde kampen et minut før den ordinære spilletids ophør ved stillingen 1-2 og udviste samtidig målmanden grundet hans fysisk konfrontation og deltagelse i den civile anholdelse af gerningsmanden. FC Roskilde blev efterfølgende taberdømt af DBU's DM-disciplinærudvalg med et nederlag på 0-3 samt idømt en bøde på 10.000 kroner (jf. DBU's Love, § 23.1 b) og yderligere den restriktion, at klubben skulle spille sin førstkommende turneringskamp på hjemmebane i 2. division uden tilskuere på stadion (jf. DBU's Love, § 23.1 c). Lolland-Falster Alliancen tildeltes points og målscoren 3-0 jf. DBU's Love, § 23.1 d. Målmanden blev ikke tildelt en karantæne men derimod tildelt 30 karantænepoints (jf. disciplinære bestemmelsers § 1 i 1), mens den 22-årige overfaldsmand derimod blev fængslet.
FC Roskilde valgte skriftligt at anke denne afgørelse til DBU's bestyrelse, hvilket der er mulighed for jf. DBU's Love, § 24.2 (c). Godt halvanden måned senere omstødte DBU's bestyrelsesmedlemmer imidlertid den oprindelige disciplinærstraf ved at træffe en principiel beslutning om at baneløbere dermed ikke kan få afgørende indflydelse på det sportslige gennemførelse og udfald af fodboldkampe i Danmark. Med den nye dom blev stillingen ved dommerens afblæsning af kampen ophøjet til kampens endelige resultat, bøden halveret for dette førstegangstilfælde og FC Roskilde indskærpes bedre sikkerhedsforhold, som FC Roskilde også erklærede sig helt enig i. Ligeledes ændredes disciplinærudvalgets påbud om, at klubben skulle spille den næste hjemmekamp uden adgang for tilskuere til en betinget dom i en toårig periode, og Christian Emil Petersens karantænepoints blev nedsat fra 30 points til 0 point. Karantænepoints i kampen for de andre spillere opretholdtes.
I sæsonen 2008/2009 spillede klubben efter oprykning fra 2. division Øst i 1. division og opnåede en 10. plads med 39 points i 30 kampe. Den efterfølgende sæson var klubben længe i nedrykningsfare, men sluttede på 11. pladsen med 33 points og reddede derved livet i divisionen med to points forspring til nedrykkerne fra Thisted Boldklub.

### 2010-2014
I sæsonen 2010/2011 ryddede den nyansatte træner, Carsten Broe, grundigt op i truppen, hvortil 7 nye spillere ankom, mens 10 blev solgt til andre klubber eller fik ophævet deres kontrakt. Den mest kendte af disse var Stefan Schmidt, som fik ophævet sin kontrakt på transfervinduets sidste dag, den 1. september 2010. Klubben opnåede en 8. plads i 1.division med 42 points i 30 kampe.
I den følgende sæson gik det mindre godt for klubben. Den 20. maj 2012 tabte FC Roskilde 0-1 til Næstved og blev dermed placeret under nedrykningsstregen. Den følgende dag, den 21. maj 2012, opsagde FC Roskilde samarbejdet med cheftræner Carsten Broe, og assistenttræner Anders Theil overtog jobbet som cheftræner. Den forventede chokeffekt udeblev, idet FC Roskilde rykkede ud af 1. division ved sæsonafslutningen. Efterfølgende skete der stor udskiftning i spillertruppen, bl.a. skiftede den største profil, Jeppe Kjær til HB Køge.
Efter en jævn præstation i 2012/2013 lykkedes det til sæsonen 2013/14 at skabe et mandskab, der formåede at vinde 20 kampe i træk i perioden 22.09 2013 til 1.06 2014. Hermed satte klubben rekord for flest vundne kampe i træk i Danmarksturneringen. Oprykningen til 1.division blev allerede sikret i 25. af de 30 spillerunder. Efter at have slået den tidligere rekord på 17 vundne i træk, sat af Skive IK, vandt klubben yderligere tre kampe, inden den tabte til et af bundholdene i divisionen.
I efterårssæsonen 2014 formåede holdet blot at vinde to kampe og var derfor på sidstepladsen i 1. division, da vinterpausen indtrådte. Denne benyttede klubben til at hente flere rutinerede spillere, som man håbede kunne hjælpe holdet med at undgå nedrykning.

### 2015 -
Med syv nye spillere i førsteholdstruppen lykkedes det FC Roskilde at vinde 7 af de 10 første kampe i forårssæsonen 2015 og dermed lægge pæn afstand til nedrykningsfeltet. Ved sæsonafslutningen var holdet placeret på 9. pladsen med 5 points afstand til nedrykningsstregen. I sæsonen 2015-2016 var der på grund af den kommende ændring af turneringsstrukturen blot én nedrykker, og da FC Vestsjælland gik konkurs efter efterårssæsonens afslutning, kunne de øvrige bundhold koncentrere sig om at sammenspille trupperne med henblik på den følgende sæson. FC Roskilde sluttede på 9. pladsen. I sæsonen 2016-2017 havde klubben sin hidtil bedste sæson. Indtil sidste spilledag, hvor den led nederlag til HB Køge var den med i spillet om oprykning til superligaen. I sæsonen 2017-2018 forsøgte den nye træner Rasmus Monnerup at implementere en ny, mere boldbesiddende spillestil, men efter en forårssæson med nedelag på stribe var klubben tæt på nedrykning. I sæsonen 2018-2019 startede holdet med 7 kampe uden sejre, hvorefter Monnerup blev fyret.. Den 9. september ansatte klubben Christian Lønstrup som ny træner på en 3-årig kontrakt..

### Træneroversigt
- 2004-2004: Lars B. Nielsen
  - Assistenttræner: Jeppe Olsen (2004-2004)
- 2005-2006: John "Tune" Kristiansen
  - Assistenttrænere: Jesper Falck (2005-2005), Peter Hasselgren (2005-2006)
- 2006-2010: Martin Jungsgaard
  - Assistenttrænere: Peter Hasselgren (2006-2007), ?? (2007-2009), Anders Theil (2009-2010)
- 2010-2012: Carsten Broe
  - Assistenttrænere:Anders Theil (2010-2012)
- 2012-2017: Anders Theil
  - Assistenttrænere:Marc Thevis (2012-2014), Morten Svan (2014), Michael Winter (2015-2016), Søren Vie Clausen (2017), Anders Møller Christensen (2017)
  - First team coach: Rasmus Monnerup (2015-2017)
- 2017: René Skovdahl
  - Assistenttræner: Anders Møller Christensen (2017)
- 2017-2018: Rasmus Monnerup
  - Assistenttrænere: Anders Møller Christensen (2017-2018), Bo Storm (2018)
- 2018-2019: Christian Lønstrup
  - Assistenttræner: John Bredal (2018-2019)
- 2019: Christian Iversen
  - Assistenttræner: Mark B. Jensen (2019)
- 2019-2020: Martin Jungsgaard
  - Assistenttræner: Mark B. Jensen (2019), Anders Clausen (2019-2020)
- 2020: Morten Uddberg
  - Assistenttræner: Søren Sørensen (2020)
- 2020: Anders Theil
  - Assistenttræner: Søren Sørensen (2020)
- 2021: Michael Jørgensen
  - Assistenttræner: Søren Sørensen (2021), Mike Mortensen (2021)
- 2021-2023: Jack Majgaard
  - Assistenttræner: Mike Mortensen (2021-2022), Daniel Sehested (2023)
- 2023: Anders Theil
  - Assistenttræner: Daniel Sehested (2023)
- 2023: Jesper Håkansson
  - Assistenttræner: Petter Skogsletten (2023)
- 2023-2024: Mikkel Thygesen
  - Assistenttræner: Jesper Heinze (2023), Azad Corlu (2024)
- 2024- : Anders Theil
  - Assistenttræner: Jack Majgaard (2024-)

### Bestyrelsesformænd
- 2004-2006: Thomas Fogt
- 2006-2015: Carsten Wickmann
- 2015: Lars-Christian Brask
- 2015-2019: Bo Tue Knudsen
- 2019-2021: Carsten Salomonsson
- 2021-nu: Rune Tarnø

## Klublogo, maskot og support
Det blå/hvid-farvede og cirkelformede klublogo er designet af det lokale reklame og marketingsbureau Hjort & Mikkelsen og består af klubbens geografisk inspirerede navn med en Sans-serif fonttype i en bue over et stiliseret hoved af en ørn med åben mund, som er inspireret af den centrale fugl i Roskilde Kommunes byvåben.
Klubbens maskot, Ørnen Jørgen, fik sin debut for klubben den 1. maj 2005 i forbindelse med FC Roskildes hjemmebanekamp mod Holbæk B&IF med det formål at stå for pauseunderholdningen og før kickoff sammen med klubbens cheerleaders. FC Roskilde Cheerleaders blev oprettet af Kim Larsen, som afholdte to auditions for potentielle cheerleaders på Garbo's Nightclub i Hersegade den 2. og 3. november 2004 – med start fra kampene i foråret 2005. I juni 2007 foretog man et navneskifte til FC Roskilde Dancers.
Klubbens eneste officielle fanklub er FC Roskilde Fanklub, som blev stiftet i efteråret 2013. De uofficielle fanfraktioner tæller Centraldistriktet, Young Boys Roskilde og Fraktion 4000.

## Førsteholdstruppen

### Nuværende spillertrup
Klubbens førsteholdstrup omfatter følgende fodboldspillere (opdateret den 23. mars 2025):
| 1  | Island  | Frederik Schram(MM)     |
| 2  | Danmark | Mikkel Juhl(FO)         |
| 3  | Danmark | Oliver Juul Jensen(FO)  |
| 4  | Danmark | Oliver Skolnik(FO)      |
| 5  | Danmark | Hørður Askham (FO)      |
| 6  | Danmark | Nicklas Halse(MI)       |
| 7  | Danmark | Emil Nielsen (AN)       |
| 8  | Danmark | Marcus Kristiansen (MI) |
| 9  | Danmark | Marius Uhd (AN)         |
| 10 | Danmark | Roni Arabaci (MI)       |
| 11 | Danmark | Selim Baskaya (MI)      |
| 12 | Danmark | Nichlas Vestrbaek(FO)   |
| 14 | Danmark | Kasper Nyegaard(MI)     |
| 15 | Danmark | Arman Taranis(AN)       |
| 16 | Danmark | Alexander Jensen(MÅ)    |

| 17 | Ghana   | Iddriss Mohammed (MI)     |
| 18 | Danmark | Andreas Maarup(MI)        |
| 19 | Danmark | Valdemar Montell(FO)      |
| 20 | Danmark | Nikolaj Zachariassen (MI) |
| 21 | Danmark | Mads Skøtt (MI)           |
| 22 | Danmark | Kasper Heerfordt(FO)      |
| 23 | Danmark | Zaki Hamade (AN)          |
| 24 | Danmark | Victor Svensson (MI)      |
| 25 |         | Fredrik Engqvist (FO)     |
| 26 | Danmark | Magnus Lysholm (FO)       |
| 27 | Danmark | Anders Faester (AN)       |
| 30 | Danmark | Oscar Reenberg (MÅ)       |
| 34 | Danmark | Aksel Halsgaard(FO)       |

### Tidligere spillere
En oversigt over andre tidligere spillere på divisionsholdet:
- Kim Bøje (2006-2007)
- Theo Katergaris (2006-2006)
- Lars Bjerring (2004-2005)
- Anders Kruse (2004-2005)
- Martin Sommer (2004-2007)
- Diego Tur (2006-2007)

## Klubbens resultater

### DBU's Landspokalturnering
De sportslige resultater for klubben i DBU's Landspokalturnering igennem årene:
| Sæson | Runde                 | Hjemmebanehold | Resultat          | Udebanehold      | Bem. |
| 2024/25 |                       |                |                   |                  |      |
| 1. runde | Hellerup IK           | 0-2            | FC Roskilde       |                  |      |
| 2. runde | Vanløse IF            | 1-2            | FC Roskilde       |                  |      |
| 3. runde | FC Roskilde           | 1-3            | Silkeborg IF      |                  |      |
| 2023/24 |                       |                |                   |                  |      |
| 1. runde | B 1908                | 1-0            | FC Roskilde       |                  |      |
| 2022/23 |                       |                |                   |                  |      |
| 1. runde | B 93                  | 1-3            | FC Roskilde       |                  |      |
| 2. runde | FC Culpa              | 0-3            | FC Roskilde       |                  |      |
| 3. runde | FC Roskilde           | 1-2            | Fremad Amager     |                  |      |
| 2021/22 |                       |                |                   |                  |      |
| 1. runde | Ballerup-Skovlunde    | 0-2            | FC Roskilde       |                  |      |
| 2. runde | FC Roskilde           | 1-2            | OB                |                  |      |
| 2020/21 |                       |                |                   |                  |      |
| 1. runde | Frem Sakskøbing       | 1-6            | FC Roskilde       |                  |      |
| 2. runde | Ledøje-Smørum Fodbold | 2-1            | FC Roskilde       |                  |      |
| 2019/20 |                       |                |                   |                  |      |
| 1. runde | Nordfalster           | 1-7            | FC Roskilde       |                  |      |
| 2. runde | Tarup-Paarup          | 0-3            | FC Roskilde       |                  |      |
| 3. runde | FC Roskilde           | 1-2            | Randers FC        |                  |      |
| 2018/19 |                       |                |                   |                  |      |
| 1. runde | Greve                 | 0-4            | FC Roskilde       |                  |      |
| 2. runde | Fremad Amager         | 2-5            | FC Roskilde       |                  |      |
| 3. runde | FC Roskilde           | 0-5            | AaB               |                  |      |
| 2017/18 |                       |                |                   |                  |      |
| 1. runde | FC Roskilde           | 0-1            | Nykøbing FC       |                  |      |
| 2016/17 |                       |                |                   |                  |      |
| 1. runde | Maribo                | 0-4            | FC Roskilde       |                  |      |
| 2. runde | Skovshoved            | 1-3            | FC Roskilde       |                  |      |
| 3. runde | FC Roskilde           | 2-1            | Fredericia        |                  |      |
| 4. runde | Næstved               | 3-2            | FC Roskilde       |                  |      |
| 2015/16 |                       |                |                   |                  |      |
| 1. runde | Nykøbing FC           | 1-2            | FC Roskilde       |                  |      |
| 2. runde | Jægersborg BK         | 1-6            | FC Roskilde       |                  |      |
| 3. runde | FC Roskilde           | 0-0            | Hobro IK          | 0-0 efs, 7-6 str |      |
| 4. runde | FC Roskilde           | 2-2            | FC Midtjylland    | 3-2 efs          |      |
| 5. runde | FC Roskilde           | 0-4            | Aab               |                  |      |
| 2014/15 |                       |                |                   |                  |      |
| 1. runde | BK Hellas             | 0-8            | FC Roskilde       |                  |      |
| 2. runde | Hvidovre IF           | 1-2            | FC Roskilde       |                  |      |
| 3. runde | FC Roskilde           | 2-3            | FC København      |                  |      |
| 2013/14 |                       |                |                   |                  |      |
| 1. runde | BK Skjold             | 1-4            | FC Roskilde       |                  |      |
| 2. runde | FC Roskilde           | 1-2            | FC Helsingør      |                  |      |
| 2012/13 |                       |                |                   |                  |      |
| 1. runde | Søllerød-Vedbæk       | 3-1            | FC Roskilde       |                  |      |
| 2011/12 |                       |                |                   |                  |      |
| 1. runde | FC Nakskov            | 0-8            | FC Roskilde       |                  |      |
| 2. runde | FC Roskilde           | 1-1            | Lyngby BK         | 1-1 efs, 3-1 str |      |
| 3. runde | FC Svendborg          | 1-1            | FC Roskilde       | 1-1 efs, 4-5 str |      |
| 4. runde | FC Roskilde           | 0-0            | HB Køge           | 1-2 efs          |      |
| 2010/11 |                       |                |                   |                  |      |
| 1. runde | Skjold Birkerød       | 3-2            | FC Roskilde       |                  |      |
| 2009/10 |                       |                |                   |                  |      |
| 1. runde | B1908                 | 0-0            | FC Roskilde       | 0-0 efs, 6-5 str |      |
| 2008/09 |                       |                |                   |                  |      |
| 1. runde | Gentofte VI           | 0-2            | FC Roskilde       |                  |      |
| 2. runde | Akademisk BK          | 4-0            | FC Roskilde       |                  |      |
| 2007/08 |                       |                |                   |                  |      |
| 1. runde | FC Roskilde           | 2-0            | AB 70             |                  |      |
| 2. runde | Greve Fodbold         | 1-0            | FC Roskilde       |                  |      |
| 2006/07 |                       |                |                   |                  |      |
| 1. runde | Herlev IF             | 1-3            | FC Roskilde       |                  |      |
| 2. runde | FC Roskilde           | 4-2            | Hellerup IK       |                  |      |
| 3. runde | FC Roskilde           | 1-1            | AGF               | 1-2 efs          |      |
| 2005/06 |                       |                |                   |                  |      |
| 1. runde | FC Roskilde           | 0-5            | Holbæk B&IF       |                  |      |
| 2004/05 |                       |                |                   |                  |      |
| 1. runde | Albertslund IF        | 1-2            | FC Roskilde       |                  |      |
| 2. runde | FC Roskilde           | 3-3            | Brønshøj Boldklub | 4-4 efs, 1-3 str |      |
| Resultat: Efter ordinær spilletid, efs: Efter forlænget spilletid, str: Efter straffespark, Bem.: Bemærkning(er) |                       |                |                   |                  |      |

### Bedrifter i Danmarksturneringen
De sportslige resultater for klubbens førstehold i Danmarksturneringen igennem årene:
| N. | Række                   | Nr.       | Statistik        | Topscorer                           | Bem.                       |
| 3 | 2. division 2023/24     | 2. plads  | 32-17-9-6 66-42  | Selim Baskaya / Emil Nielsen, 7 mål | oprykning til 1. division  |
| 3 | 2. division 2022/23     | 7. plads  | 32-13-8-11 52-39 | Valdemar Schousboe, 7 mål           |                            |
| 4 | 3. division 2021/22     | 1. plads  | 32-20-9-3 93-38  | Valdemar Schousboe, 27 mål          | oprykning til 2. division  |
| 3 | 2. division 2020/21     | 7. plads  | 26-12-3-11 39-33 | Monday Etim, 6 mål                  | nedrykning til 3. division |
| 2 | 1. division 2019/20     | 11. plads | 33-8-7-18 43-61  | Younes Bakiz, 7 mål                 | nedrykning til 2. division |
| 2 | 1. division 2018/19     | 9. plads  | 33-9-8-16 57-66  | Emil Nielsen, 20 mål                |                            |
| 2 | 1. division 2017/18     | 10. plads | 33-10-8-15 41-49 | Morten Nielsen, 12 mål              |                            |
| 2 | 1. division 2016/17     | 4. plads  | 33-14-8-11 44-43 | Morten Nielsen, 12 mål              |                            |
| 2 | 1. division 2015/16     | 9. plads  | 33-10-9-14 51-58 | Bajram Fetai, 13 mål                |                            |
| 2 | 1. division 2014/15     | 9. plads  | 33-10-8-15 40-38 | Emil Nielsen, 7 mål                 |                            |
| 3 | 2. division Øst 2013/14 | 1. plads  | 30-26-2-2 78-21  | Emil Nielsen, 32 mål                | oprykning til 1. division  |
| 3 | 2. division Øst 2012/13 | 8. plads  | 30-13-7-10 52-41 | i/t                                 |                            |
| 2 | 1. division 2011/12     | 12. plads | 26-8-3-15 28-38  | Jesper Haakansson, 5 mål            | nedrykning til 2. division |
| 2 | 1. division 2010/11     | 8. plads  | 30-11-9-10 45-45 | Tobias Perch-Nielsen, 13 mål        |                            |
| 2 | 1. division 2009/10     | 11. plads | 30-9-6-15 37-51  | Jeppe Kjær, 13 mål                  |                            |
| 2 | 1. division 2008/09     | 10. plads | 30-12-3-15 45-53 | Jeppe Kjær, 17 mål                  |                            |
| 3 | 2. division Øst 2007/08 | 1. plads  | 30-21-5-4 64-29  | i/t                                 | oprykning til 1. division  |
| 3 | 2. division Øst 2006/07 | 4. plads  | 26-13-7-6 43-35  | Philip Holm Svendsen, 10 mål        |                            |
| 3 | 2. division Øst 2005/06 | 9. plads  | 26-8-6-12 39-50  | Martin Sommer, 19 mål               |                            |
| 3 | 2. division 2004/05     | 11. plads | 30-11-1-18 34-63 | A. Kruse / M. Pedersen, 5 mål       |                            |
| i/t: Ikke tilgængelig, N.: Rækkens niveau i den pågældende sæson, Nr.: Slutplacering, Bem.: Bemærkning(er) |                         |           |                  |                                     |                            |

### Klubbens hold i rækkerne
Klubbens førstehold og de respektive 2. seniorhold (moderklubberne) i rækkerne: